# 阿彦涛
阿彦涛（？—？），又名阿剑涛，绰号阿二、阿刺二，满族，相声第二代传人，活跃于清末同治、光绪年间。师承“暗春泰斗”张三禄，师兄是被当代相声演员尊为“祖师爷”的“穷不怕”朱绍文。 　
　

## 生平
阿彦涛出身于家境殷实的满族旗人家庭。早年是个戏曲票友，会唱多种戏曲，常在北京天桥看朱绍文的表演，久而久之两人交情甚笃，阿彦涛常给朱绍文联系堂会，有时甚至在王府里演出。后来，阿彦涛家道中衰，决定“下海”从艺来养家糊口。同一时期还有很多满族旗人子弟如，裕二福、瑞贵、英瑞、荣秀、牛顺等也下海成为相声艺人。阿彦涛年龄大致比朱绍文小二十岁，正常来讲直接拜朱绍文为师更为恰当。但朱绍文考虑到阿彦涛的家境出身和多年的朋友交情，决定收他为代拉师弟（即代师傅收徒授艺），正式成为相声艺人。阿彦涛后来风格自成一派。他创作了许多脍炙人口的相声段子，如《虚子论》，广受当时八旗子弟们的喜爱。
阿彦涛共收徒两人，恩绪和高闻奎。